# Долгаец
Долгаец или книжовно Долгавец (на македонска литературна норма: Долгаец) е село в община Долнени на Северна Македония.

## География
Селоо е разположено в Прилепското поле, северозападно от град Прилеп, в югоизточното подножие на Даутица.

## Етимология
Името произлиза от старобългарското   – „дълго село“. Сравними са Вевчани и Белевехчево.

## История
На около 3 километра южно от селото и на 600 метра югозападно от пътя за селото Костинци се намира малка височина – Тумба, която има повърхност около 1,5 хектара. Под нея има неолитно селище – срещат се фрагменти от керамични съдове, оръдия от кремък и камък, како и парчета от строителни материали.
На около 2 километра южно от селото и 400 метра западно от пътя за Костинци в местността Мезница-Грамадище има остатъци от селище и некропол от римско време – намират се остатъци от основи, градени от дялан камък и варов хоросан, както и многобройни фрагменти от покривни керемиди. Открити са и гробове, градени от каменни плочи тип циста. Находките са в Прилепския музей.
На 2 километра северно от селото, в местността Манастирище има основи от средновековна църква, градена от дялан камен и варов хороса, както и фрагменти от покривни керемиди.
Селото е споменато в XIV век като Дьлга вьсь, а в XVII – XVIII век като Долгавец.
Църквата „Свети Илия“ е изградена в 1451 и изписана в 1454 – 1455 година.
В XIX век Долгаец е село в Прилепска каза на Османската империя. „Етнография на вилаетите Адрианопол, Монастир и Салоника“, издадена в Константинопол в 1878 година и отразяваща статистиката на населението от 1873 година Долгавец е посочено като село с 64 домакинства и 261 жители българи.
Според статистиката на Васил Кънчов („Македония. Етнография и статистика“) от 1900 година Долгаец е населявано от 680 жители българи християни и 10 цигани.
На Етнографската карта на Битолския вилает на Картографския институт в София от 1901 година Долгаец е чисто българско село в Прилепската каза на Битолския санджак с 60 къщи.
Цялото село в началото на XX век е сърбоманско. По данни на секретаря на Българската екзархия Димитър Мишев („La Macédoine et sa Population Chrétienne“) в 1905 година в Донгаец има 480 българи патриаршисти сърбомани.
До 1912 година в Долгаец има седем чифлика. Пръв чифлик основава Хаджи Фейзо от Църнилище, който купува малко земя, а повечето я заграбва. След смъртта му, чифликът е поделен между неговите синове и внуци: Хаджи Юсуф, Усеин Балабак, Алил, Садула, Фаик, Хаджи Сулко и Алия. След Балканските война в 1912 – 1913 година, когато селото попада в Сърбия, жителите откупват земята.
Според Йован Трифуноски по време на Първата световна война „българи“  разстрелват и обесват 180 жители на селото. По време на войната Долгавецъ е включена в Костинската община и има 306 жители.
Според Константин Кондов по време на Първата световна война Сборната рота на поручик Панов избива жители на Долгаец, обвинени в сърбоманство.
На етническата си карта на Северозападна Македония в 1929 година Афанасий Селишчев отбелязва Долгаец като смесено българо-циганско село.
През време на българското управление в Македония през Втората световна война, в село Дълговец на 12 декември 1943 година се учредява Читалище „Свети Климент Охридски“ от местните селяни с председател Петре Поптрайков и секретар Андон Йосифов. В селото функционира и народно основно училище с име „Иван Вазов".
Според преброяването от 2002 година Долгаец има 70 жители македонци.

## Личности
Родени в Долгаец
- Богдан Младенов, убит на 11 март 1903 година[13]
- Добри Попов, учител в село Дълговец[14]
- Ковил Т. Марков, прислужник в село Дълговец[14]
- Ордан Михайловски (1921 - 1942), югославски партизанин
- Петър П. Трайков, председател на Читалище „Свети Климент Охридски“ (Долгаец)[14]
- Стоян Йорданов Стоянов, учител в село Дълговец[14]
- Тома П. Павлев, убит през месец септември 1905 година от четата на сърбоманския войвода Глигор Соколов[15]
- Трайко Мирчев известен като Поп Рабуш (1845 - 1915), свещеник убит през 1915 година по време на клането[16]
- Христо Гаврилов, кметски наместник на село Дълговец и село Рилево в периода между 1941 и 1944 година[14]
- Христо Поптрайков, игумен на Трескавец от 1862 година